# Sekhutlane
Sekhutlane – wieś w Botswanie w dystrykcie Southern. Według spisu ludności z 2011 roku wieś liczyła 871 mieszkańców.